# Ateles belzebuth
L'atele belzebù o atele facciabianca (Ateles belzebuth E. Géoffroy, 1806) è un primate platirrino della famiglia degli Atelidi.

## Distribuzione
Vive nella zona nord-orientale della foresta amazzonica, grossomodo fra Venezuela, Colombia, Ecuador, Perù e Brasile. Vive nelle foreste pluviali fino a 2000 m d'altezza.

## Descrizione

### Dimensioni
Misura fino a un metro e mezzo di lunghezza (di cui più della metà spetta alla coda), per un peso che raggiunge i 9 kg.

### Aspetto
Il pelo è bruno-scuro o nerastro nella zona dorsale e bruno chiaro o biancastro in quella ventrale: sulla fronte è presente una macchia triangolare arancione o bianca, mentre a volte sono presenti sfumature arancio anche sui fianchi e nella parte inferiore della coda.

Gli occhi hanno un caratteristico scintillio biancastro che conferisce all'animale un aspetto spiritato, che gli è valso il nome comune e quello scientifico.

## Biologia
Si tratta di animali diurni ed assai sociali: vivono in gruppi che possono contare fino a 40 membri, che tuttavia durante il giorno si dividono in vari sottogruppi di 8-9 individui. Nei gruppi sono presenti maschi e femmine in rapporto 1:3. Non è inoltre raro osservare individui solitari. Le femmine sono meno sociali dei maschi, sono inoltre l'unico sesso che tende ad allontanarsi dal proprio gruppo una volta raggiunta la maturità.

Ogni gruppo occupa un territorio che si può estendere per 250 ettari, sovrapponendosi per aree di circa un ettaro a quelli di altri gruppi nelle zone di confine.

Questi animali vivono e si muovono nella volta della foresta tramite brachiazione, utilizzando la coda lunga e prensile come quinto arto: i vari individui comunicano fra di loro con lunghi richiami o tramite particolari posizioni del corpo.

### Alimentazione
Si tratta di animali prevalentemente frugivori, che all'occorrenza non disdegnano di mangiare anche foglie, semi e legno morto. L'alimentazione occupa un quinto della giornata di questi animali e la ricerca del cibo avviene prevalentemente all'alba e nel tardo pomeriggio.

### Riproduzione
Il tasso riproduttivo di questi animali è piuttosto basso: si riproducono solitamente una volta ogni 2-4 anni.

Il ciclo estrale in questa specie dura circa 25 giorni: l'accoppiamento è piuttosto promiscuo, in quanto una singola femmina può accoppiarsi con più maschi durante l'estro.

La gestazione dura circa sette mesi, al termine dei quali viene dato alla luce un unico cucciolo, che viene svezzato a circa un anno d'età: non può tuttavia definirsi indipendente prima di aver compiuto un anno e mezzo. La maturità sessuale viene raggiunta a quattro anni dalle femmine ed un anno più tardi dai maschi.
La speranza di vita di questi animali si aggira attorno ai 40 anni.